# Cornerstone
"Cornerstone" é o segundo single do álbum Humbug dos Arctic Monkeys, lançado no dia 16 de novembro de 2009. Alex Turner disse à revista Uncut que escreveu essa música "em uma manhã, bem rápido". Acrescentou: "

## Vídeo musical
O vídeo foi dirigido por Richard Ayoade, mesmo diretor de "Fluorescent Adolescent", "Crying Lightning" e do DVD Arctic Monkeys Live at the Apollo. O clipe mostra Alex Turner, frontman da banda, cantando sozinho em um quarto branco.

## Faixas
Todas as letras escritas por Alex Turner, todas as músicas compostas por Arctic Monkeys.
| 7"  |               |         |  |
| N.º | Título        | Duração |  |
| 1.  | "Cornerstone" | 3:20    |  |
| 2.  | "Catapult"    | 3:28    |  |

| 10" e download de MP3 |                            |         |  |
| N.º                   | Título                     | Duração |  |
| 1.                    | "Cornerstone"              | 3:20    |  |
| 2.                    | "Catapult"                 | 3:28    |  |
| 3.                    | "Sketchead"                | 2:02    |  |
| 4.                    | "Fright Lined Dining Room" | 3:26    |  |